# Barbara Ferun
Barbara Ferun (* 21. November 1972 in Ost-Berlin) ist eine deutsche Schauspielerin und Sängerin.

## Leben
Barbara Ferun absolvierte nach ihrem Abitur eine Schauspielausbildung sowie auch eine Gesangsausbildung an der Hochschule für Musik Hanns Eisler Berlin.
Danach trat sie als Bühnendarstellerin in zahlreichen Theaterstücken, Operetten und in Musicals auf, wie beispielsweise in Madama Butterfly, My Fair Lady, Der fröhliche Weinberg oder in Hello, Dolly!. Sie gastierte unter anderem am Theater des Westens, am Mecklenburgischen Staatstheater Schwerin oder an der Komödie im Bayerischen Hof. Gelegentlich trat sie auch als Schauspielerin in Film-und-Fernsehproduktionen auf.
Ferun ist zudem als Synchronsprecherin tätig.
Barbara Ferun ist seit einigen Jahren mit dem Moderator und Schauspieler Ilja Richter liiert, mit dem sie gemeinsam in Berlin lebt.

## Filmografie
- 2009: Der Teufel mit den drei goldenen Haaren
- 2009: Afterwards (Kurzfilm)
- 2010: Das blaue Licht
- 2011: Danach (Kurzfilm)
- 2012: Anleitung zum Unglücklichsein
- 2012: Sushi in Suhl
- 2012: Zettl

## Hörspiele (Auswahl)
- 2005: Ilja Richter: Peymann packt. Aufzeichnung aus dem Schlosspark Theater in Berlin vom 11. Oktober 2004 – Regie: Ilja Richter (Hörspielbearbeitung – SWR)[9]